# Райдер, Патрик
Патрик Райдер (англ. Patrick Ryder) — генерал-майор ВВС США, пресс-секретарь Пентагона.

## Образование
В 1992 году закончил Университет Флориды.

## Карьера
C 1992 года находится на военной службе в качестве офицера по коммуникациям и связям с общественностью.
С 2022 года занимает должность пресс-секретарь Пентагона, став на этом посту преемником Джона Кёрби.

## Награды
- Медаль «За выдающуюся службу» (ВВС США)
- Медаль «За отличную службу» (Министерство обороны США).
- Медаль похвальной службы.
- Почетная медаль за совместную службу.
- Похвальная медаль ВВС.
- Медаль за достижения в ВВС.